# Женская сборная России по гандболу
Женская сборная России по гандболу — национальная сборная России, участвующая в международных соревнованиях по гандболу с 1993 года. Один из лидеров мирового гандбола с начала 2000-х годов.
Победитель и призёр Олимпийских игр (одно «золото» и два «серебра»), чемпионатов мира (четыре «золота» и одна «бронза») и чемпионатов Европы (два «серебра» и две «бронзы»). Управляется Федерацией гандбола России.

## История

### Сборная СССР
В 1962 году была создана женская сборная СССР. В этом же году состоялось её первое выступление. Сборная заняла шестое место на чемпионате мира в Румынии. Многократный победитель и призёр Олимпийских игр (два «золота» и одна «бронза») и чемпионатов мира (три «золота», два «серебра» и одна «бронза»). При этом в сборной СССР с начала 1970-х почти не было гандболисток из России, так как базовым клубом сборной был киевский «Спартак», который долгие годы был сильнейшим клубом мира.
Формально прекратила своё существование с распадом СССР в 1991 году, но фактически советская сборная приняла участие в Олимпиаде 1992 года как Объединённая команда под Олимпийским флагом, где завоевала бронзовые медали.

### Сборная России
2 марта 1992 года в Волгограде была проведена первая учредительная конференция по созданию новой общественной спортивной организации — Союз гандболистов России. В этом же году СГР был признан правопреемником прекратившей своё существование Федерации гандбола СССР. Союз гандболистов России стал полноправным членом Международной федерации гандбола и Европейской федерации гандбола. С 1993 года на международных соревнованиях выступает сборная России.
В последующие годы сборной не удалось отобраться на Олимпиады 1996, 2000 и 2004 годов. Кроме того, первые восемь лет существования сборной ей не удавалось подняться выше четвёртого места (турнир 1997 года) на Чемпионатах мира.
Происходила частая смена тренеров. За это время сборную наставляли: Сергей Аванесов, Левон Акопян, Игорь Еськов, Александр Тарасиков.

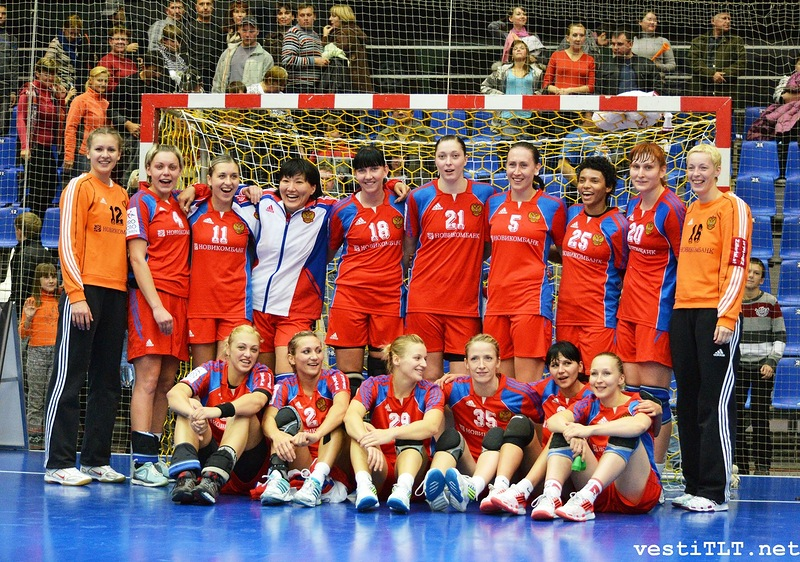
Сборная России в 2011 году

В конце 1999 года главным тренером сборной России был назначен Евгений Трефилов. Под его руководством сборной удалось завоевать бронзовые медали на чемпионате Европы в 2000 и 2008 году, серебряные в 2006-м. Также российские спортсменки завоевали золотые медали на чемпионатах мира в 2001, 2005, 2007 и 2009 годах и заняли второе место XXIX летних Олимпийских играх. Сборная России также четыре раза выигрывала медали Кубка мира — золотые (2006, 2007, 2011) и бронзовые (2005).
В дальнейшем сборная не занимала призовых мест на основных соревнованиях, и в 2012 году Евгения Трефилова уволили с поста главного тренера за низкие результаты. Ему на смену пришёл Виталий Крохин. В июне 2013 года сборная России боролась за путёвку на чемпионат мира в Сербию и впервые в истории не смогла попасть в число участников чемпионата мира.

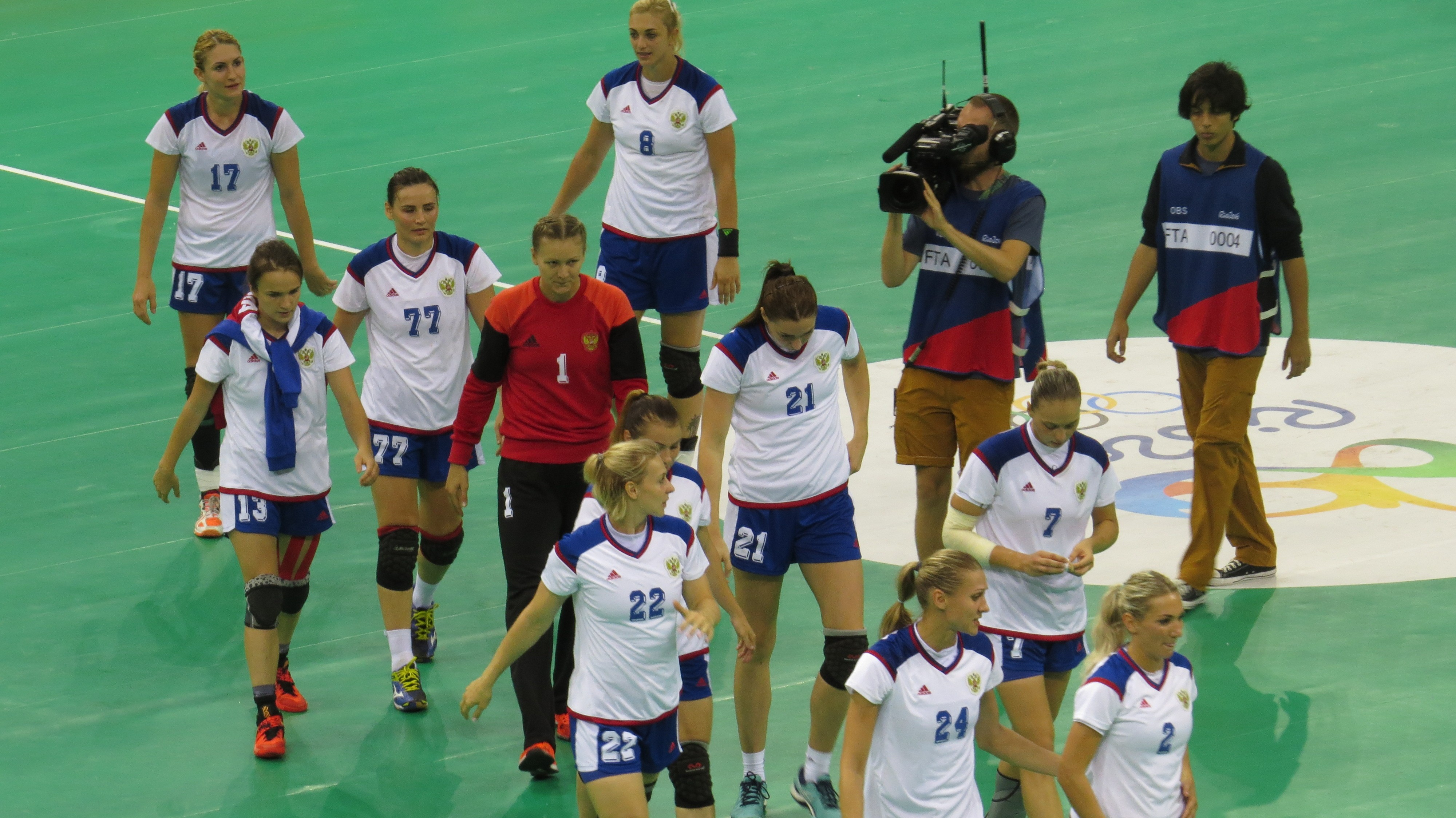
Женская сборная России на Олимпиаде-2016

В 2013 году руководство гандбольной федерации вновь назначила Евгения Трефилова тренером. С его возвращением российская команда завоевала золото на летних Олимпийских играх 2016 года в Рио-де-Жанейро и серебро на чемпионате Европы 2018 года.
В 2019 году Трефилов по состоянию здоровья завершил тренерскую карьеру и был назначен вице-президентом Федерации гандбола России. Новым главным тренером сборной России стал испанец Амброс Мартин, одновременно возглавляющий ведущий российский клуб «Ростов-Дон». Мартин, который в 2016—2019 годах руководил сборной Румынии, стал первым в истории иностранцем, возглавившим национальную сборную России по гандболу (женскую или мужскую). Первым крупным турниром под руководством Мартина стал чемпионат мира 2019 года в Японии, где сборная России заняла третье место (9 побед и 1 поражение). В 2020 году Мартин оставил пост главного тренера «Ростов-Дона» и сконцентрировался на работе в сборной России. После поражения в последнем матче основного раунда чемпионата Европы 2020 года от сборной Дании (23-30), которое стало первым для России на турнире и лишило команду шансов на медали, президент ФГР Сергей Шишкарёв объявил о разрыве контракта с Мартином, к последнему на чемпионате Европы матчу за пятое место команду готовил второй тренер Алексей Алексеев. Он же был главным тренером сборной на Олимпийских играх в Токио летом 2021 года, где сборная России выступала как команда ОКР. На групповом этапе сборная стартовала неудачно — ничья с Бразилией и разгромное поражение от Швеции (24-36), однако затем выиграла три матча подряд и вышла из группы со второго места. В 1/4 финала была обыграна Черногория (32-26), а в полуфинале, как и пять лет назад, команда ОКР обыграла Норвегию (27-26). Однако в финале сильнее были француженки (25-30). Анна Вяхирева была признана самым ценным игроком турнира, в символическую сборную также вошла Полина Кузнецова.
После Олимпийских игр в Японии сборную впервые в истории возглавила женщина — Людмила Бодниева.
28 февраля 2022  года Европейская федерация гандбола приняла решение отстранить на неопределённый срок национальные гандбольные сборные команды России и российские гандбольные клубы от участия во всех соревнованиях под эгидой ЕГФ. Причиной тому стало военное вторжение России и Беларуси в Украину.

## Тренеры
- 1993—1994 — Сергей Аванесов
- 1995—1996 — Левон Акопян
- 1997—1998 — Игорь Еськов
- 1999 — Александр Тарасиков
- 2000—2012 — Евгений Трефилов
- 2012—2013 — Виталий Крохин
- 2013—2019 — Евгений Трефилов
- 2019—2020 — Амброс Мартин
- 2021 — Алексей Алексеев
- 2021—н. в. — Людмила Бодниева

## Крупнейшие соревнования

### Олимпийские игры

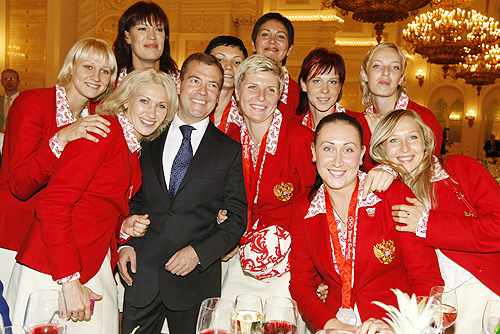
Президент России Дмитрий Медведев с женской сборной России по гандболу, завоевавшей серебряные медали на Олимпийских играх 2008 года

| Год   | Матчи                  | Победы                 | Ничьи                  | Поражения              | Мячи                   | Место                  |
| ----- | ---------------------- | ---------------------- | ---------------------- | ---------------------- | ---------------------- | ---------------------- |
| 1996  | Не прошли квалификацию | Не прошли квалификацию | Не прошли квалификацию | Не прошли квалификацию | Не прошли квалификацию | Не прошли квалификацию |
| 2000  | Не прошли квалификацию | Не прошли квалификацию | Не прошли квалификацию | Не прошли квалификацию | Не прошли квалификацию | Не прошли квалификацию |
| 2004  | Не прошли квалификацию | Не прошли квалификацию | Не прошли квалификацию | Не прошли квалификацию | Не прошли квалификацию | Не прошли квалификацию |
| 2008  | 8                      | 6                      | 1                      | 1                      | 229:210                | 2-е                    |
| 2012  | 6                      | 3                      | 1                      | 2                      | 174:149                | 8-е                    |
| 2016  | 8                      | 8                      | 0                      | 0                      | 256:230                | 1-е                    |
| 2020  | 8                      | 5                      | 1                      | 2                      | 232:226                | 2-е                    |
| 2024  | Дисквалификация        | Дисквалификация        | Дисквалификация        | Дисквалификация        | Дисквалификация        | Дисквалификация        |
| Всего | 30                     | 22                     | 3                      | 5                      | 891:815                |                        |

#### Составы команд
2008Екатерина Андрюшина, Ирина Близнова, Елена Дмитриева, Анна Кареева, Екатерина Маренникова, Елена Полёнова, Ирина Полторацкая, Людмила Постнова, Оксана Роменская, Мария Сидорова, Инна Суслина, Эмилия Турей, Яна Ускова, Наталья Шипилова.
2012Ирина Близнова, Людмила Бодниева, Ольга Черноиваненко, Екатерина Давыденко, Татьяна Хмырова, Ольга Левина, Екатерина Маренникова, Надежда Муравьёва, Людмила Постнова, Анна Седойкина, Наталья Шипилова, Мария Сидорова, Эмилия Турей, Екатерина Веткова, Виктория Жилинскайте.
2016Ольга Акопян, Ирина Близнова, Владлена Бобровникова, Анна Вяхирева, Дарья Дмитриева, Татьяна Ерохина, Виктория Жилинскайте, Екатерина Ильина, Виктория Калинина, Полина Кузнецова, Екатерина Маренникова, Майя Петрова, Анна Седойкина, Анна Сень, Марина Судакова.
2020Анна Седойкина, Полина Кузнецова, Полина Горшкова, Дарья Дмитриева, Анна Сень, Анна Вяхирева, Полина Ведёхина, Владлена Бобровникова, Ксения Макеева, Елена Михайличенко, Ольга Фомина, Екатерина Ильина, Юлия Манагарова, Антонина Скоробогатченко, Виктория Калинина; тренер Алексей Алексеев.

### Чемпионаты мира
| Год   | Матчи                  | Победы                 | Ничьи                  | Поражения              | Мячи                   | Место                  |
| ----- | ---------------------- | ---------------------- | ---------------------- | ---------------------- | ---------------------- | ---------------------- |
| 1993  | 7                      | 4                      | 1                      | 2                      | 164:147                | 5-е                    |
| 1995  | 8                      | 4                      | 1                      | 3                      | 187:171                | 6-е                    |
| 1997  | 9                      | 6                      | 1                      | 2                      | 227:209                | 4-е                    |
| 1999  | 6                      | 3                      | 0                      | 3                      | 178:144                | 12-е                   |
| 2001  | 9                      | 9                      | 0                      | 0                      | 252:194                | 1-е                    |
| 2003  | 8                      | 5                      | 1                      | 2                      | 224:182                | 7-е                    |
| 2005  | 10                     | 10                     | 0                      | 0                      | 328:239                | 1-е                    |
| 2007  | 10                     | 8                      | 1                      | 1                      | 315:233                | 1-е                    |
| 2009  | 10                     | 9                      | 0                      | 1                      | 315:187                | 1-е                    |
| 2011  | 9                      | 7                      | 0                      | 2                      | 295:210                | 6-е                    |
| 2013  | Не прошли квалификацию | Не прошли квалификацию | Не прошли квалификацию | Не прошли квалификацию | Не прошли квалификацию | Не прошли квалификацию |
| 2015  | 9                      | 8                      | 0                      | 1                      | 277:207                | 5-е                    |
| 2017  | 7                      | 6                      | 0                      | 1                      | 202:180                | 5-е                    |
| 2019  | 10                     | 9                      | 0                      | 1                      | 321:224                | 3-е                    |
| Всего | 112                    | 88                     | 5                      | 19                     | 3285:2527              |                        |

#### Составы команд
- 1997: Марина Гриценко, Стелла Вартанян, Жанна Сабадаш, Наталья Гончарова, Наталья Дерюгина, Татьяна Березняк, Людмила Шевченко, Людмила Бодниева, Наталья Малахова, Инна Волкова, Светлана Смирнова, Раиса Вераксо, Ирина Ахромеева, Ольга Евчеренко, Ирина Калиниченко[51].
- 2001: Татьяна Ализар, Светлана Богданова, Людмила Бодниева, Раиса Вераксо, Наталья Гончарова, Алина Долгих, Татьяна Дядечко, Анна Игнатченко, Анна Кареева, Надежда Муравьёва, Елена Паршкова, Ирина Полторацкая, Оксана Роменская, Светлана Смирнова, Инна Суслина, Елена Чаусова[41].
- 2003: Татьяна Ализар, Инна Суслина, Алина Долгих, Елена Чаплина, Светлана Смирнова, Людмила Пазич, Людмила Бодниева, Оксана Роменская, Наталья Шипилова, Ирина Полторацкая, Людмила Постнова, Анна Курепта, Надежда Муравьёва, Татьяна Дядечко, Анна Кареева, Марина Наукович[52].
- 2005: Татьяна Ализар, Ирина Близнова, Людмила Бодниева, Полина Вяхирева, Анна Кареева, Анна Курепта, Екатерина Маренникова, Елена Полёнова, Ирина Полторацкая, Людмила Постнова, Оксана Роменская, Елена Сергеева, Мария Сидорова, Эмилия Турей, Яна Ускова, Наталья Шипилова[44].
- 2007: Екатерина Андрюшина, Ирина Близнова, Полина Вяхирева, Елена Дмитриева, Анна Кареева, Ольга Левина, Надежда Муравьёва, Елена Полёнова, Ирина Полторацкая, Людмила Постнова, Оксана Роменская, Мария Сидорова, Инна Суслина, Эмилия Турей, Яна Ускова, Наталья Шипилова[53].
- 2009: Екатерина Андрюшина, Екатерина Веткова, Елена Дмитриева, Татьяна Дронина, Виктория Жилинскайте, Оксана Королёва, Ольга Левина, Ксения Макеева, Надежда Муравьёва, Майя Петрова, Людмила Постнова, Анна Седойкина, Инна Суслина, Эмилия Турей, Татьяна Хмырова, Марина Ярцева[54].
- 2011: Людмила Постнова, Людмила Бодниева, Анна Сень, Яна Ускова, Екатерина Давыденко, Ольга Левина, Анна Седойкина, Наталья Шипилова, Мария Сидорова, Екатерина Андрюшина, Надежда Муравьёва, Виктория Жилинскайте, Ирина Близнова, Эмилия Турей, Татьяна Хмырова, Ольга Черноиваненко[55].
- 2013: Елена Фомина, Галина Габисова, Елена Авдекова[англ.], Дарья Дмитриева, Татьяна Хмырова, Ксения Макеева, Александра Степанова[англ.], Анна Пунько[англ.], Екатерина Ильина, Анна Сень, Владлена Бобровникова, Екатерина Артамонова, Марина Ярцева, Екатерина Давыденко, Ольга Черноиваненко, Екатерина Веткова[56][57].
- 2015: Анна Седойкина, Полина Кузнецова, Дарья Дмитриева, Анна Сень, Ольга Акопян, Анна Вяхирева, Владлена Бобровникова, Ксения Макеева, Екатерина Маренникова, Ирина Близнова, Ольга Черноиваненко, Полина Ведёхина, Екатерина Ильина, Татьяна Хмырова, Татьяна Ерохина, Виктория Калинина[58].
- 2017: Екатерина Матлашова, Дарья Дмитриева, Анна Вяхирева, Дарья Самохина, Ксения Макеева, Полина Ведёхина, Елена Уткина, Карина Сабирова, Елизавета Малашенко, Юлия Манагарова, Анна Кочетова, Майя Петрова, Виктория Калинина, Анна Пунько[англ.], Анастасия Макина[англ.], Юлия Маркова[59].
- 2019: Анастасия Лагина, Анна Седойкина, Виктория Калинина, Полина Кузнецова, Ольга Фомина, Юлия Манагарова, Кристина Кожокарь, Ярослава Фролова, Ксения Макеева, Яна Жилинскайте, Анастасия Илларионова, Анна Сень, Ольга Горшенина, Анна Вяхирева, Владлена Бобровникова, Елена Михайличенко, Елизавета Малашенко, Валерия Маслова.

### Чемпионаты Европы
| Год   | Матчи           | Победы          | Ничьи           | Поражения       | Мячи            | Место           |
| ----- | --------------- | --------------- | --------------- | --------------- | --------------- | --------------- |
| 1994  | 6               | 3               | 0               | 3               | 143-116         | 6-е             |
| 1996  | 6               | 3               | 1               | 2               | 164-147         | 7-е             |
| 1998  | 6               | 1               | 1               | 4               | 144-147         | 9-е             |
| 2000  | 7               | 5               | 0               | 2               | 163-148         | 3-е             |
| 2002  | 8               | 4               | 1               | 3               | 202-189         | 4-е             |
| 2004  | 8               | 4               | 0               | 4               | 226-215         | 4-е             |
| 2006  | 8               | 7               | 0               | 1               | 242-200         | 2-е             |
| 2008  | 8               | 5               | 1               | 2               | 210-183         | 3-е             |
| 2010  | 6               | 3               | 0               | 3               | 159-145         | 7-е             |
| 2012  | 7               | 2               | 3               | 2               | 190-180         | 6-е             |
| 2014  | 3               | 0               | 1               | 2               | 79-83           | 14-е            |
| 2016  | 6               | 2               | 2               | 2               | 148-147         | 7-е             |
| 2018  | 8               | 5               | 0               | 3               | 217-206         | 2-е             |
| 2020  | 7               | 5               | 1               | 1               | 193-178         | 5-е             |
| 2022  | Дисквалификация | Дисквалификация | Дисквалификация | Дисквалификация | Дисквалификация | Дисквалификация |
| 2024  | Дисквалификация | Дисквалификация | Дисквалификация | Дисквалификация | Дисквалификация | Дисквалификация |
| Всего | 94              | 49              | 11              | 34              | 2480:2284       |                 |

#### Составы команд
1996: Ольга Ясницкая, Людмила Шевченко, Наталья Бударина, Раиса Вераксо, Наталья Дерюгина, Ольга Евчеренко, Ирина Калиниченко, Наталья Гончарова, Светлана Мозговая, Ирина Полетаева, Стелла Вартанян, Наталья Малахова, Светлана Смирнова, Нигина Саидова, Инна Волкова.

1998: Екатерина Кулагина, Елена Шаталова, Елена Чаусова, Инна Суслина, Ирина Калиниченко, Людмила Шевченко, Мария Сидорова, Наталья Дерюгина, Наталья Гончарова, Нигина Саидова, Ольга Чечкова, Раиса Вераксо, Светлана Мозговая, Светлана Смирнова.

2000: Татьяна Ализар, Людмила Бодниева, Ольга Буянова, Инна Волкова, Наталья Гончарова, Татьяна Дядечко, Анна Игнатченко, Анна Кареева, Надежда Коннова, Надежда Муравьёва, Марина Наукович, Ирина Полторацкая, Оксана Роменская, Нигина Саидова, Инна Суслина, Жанна Яковлева.

2006: Екатерина Андрюшина, Ирина Близнова, Людмила Бодниева, Полина Вяхирева, Анна Кареева, Ольга Левина, Екатерина Маренникова, Елена Полёнова, Ирина Полторацкая, Людмила Постнова, Оксана Роменская, Мария Сидорова, Инна Суслина, Эмилия Турей, Наталья Шипилова, Жанна Яковлева.

2008: Екатерина Веткова, Екатерина Давыденко, Елена Дмитриева, Виктория Жилинскайте, Оксана Королёва, Александра Кранных, Ольга Левина, Надежда Муравьёва, Майя Петрова, Елена Полёнова, Ирина Полторацкая, Анна Седойкина, Инна Суслина, Эмилия Турей, Татьяна Хмырова, Марина Ярцева.

2010: Мария Сидорова, Анна Седойкина, Полина Кузнецова, Эмилия Турей, Марина Ярцева, Ольга Черноиваненко, Ольга Левина, Татьяна Хмырова, Анна Кочетова, Ольга Горшенина, Екатерина Давыденко, Виктория Жилинскайте, Оксана Королёва, Анна Сень, Ксения Макеева, Екатерина Веткова.

2012: Мария Басараб, Мария Сидорова, Елена Авдекова, Ксения Макеева, Ксения Милова, Александра Степанова, Татьяна Хмырова, Виктория Жилинскайте, Ольга Черноиваненко, Полина Кузнецова, Людмила Постнова, Екатерина Ильина, Анна Пунько, Анна Сень, Марина Ярцева, Эмилия Турей, Екатерина Андрюшина.

2014: Мария Сидорова, Анна Седойкина, Полина Кузнецова, Виктория Жилинскайте, Екатерина Маренникова, Яна Ускова, Ксения Макеева, Екатерина Давыденко, Майя Петрова, Владлена Бобровникова, Екатерина Ильина, Анна Пунько, Ольга Черноиваненко, Анна Сень, Дарья Дмитриева, Ирина Близнова.

2016: Виктория Калинина, Елена Уткина, Кира Трусова, Марина Судакова, Анна Вяхирева, Антонина Скоробогатченко, Анна Сень, Дарья Дмитриева, Елизавета Малашенко, Карина Сабирова, Владлена Бобровникова, Виктория Жилинскайте, Ольга Горшенина, Людмила Постнова, Яна Жилинскайте, Ксения Макеева, Дарья Самохина, Кристина Кожокарь.

2018: Анна Седойкина, Кира Трусова, Полина Кузнецова, Дарья Самохина, Екатерина Баркалова, Анна Сень, Елизавета Малашенко, Дарья Дмитриева, Ярослава Фролова, Ирина Никитина, Майя Петрова, Ксения Макеева, Анна Кочетова, Ирина Снопова, Анна Вяхирева, Антонина Скоробогатченко, Юлия Манагарова, Марина Судакова.

### Сводная таблица
| Соперник           | Олимпийские игры | Олимпийские игры | Олимпийские игры | Олимпийские игры | Олимпийские игры | Чемпионаты мира | Чемпионаты мира | Чемпионаты мира | Чемпионаты мира | Чемпионаты мира | Чемпионаты Европы | Чемпионаты Европы | Чемпионаты Европы | Чемпионаты Европы | Чемпионаты Европы |
| ------------------ | ---------------- | ---------------- | ---------------- | ---------------- | ---------------- | --------------- | --------------- | --------------- | --------------- | --------------- | ----------------- | ----------------- | ----------------- | ----------------- | ----------------- |
|                    | И                | В                | Н                | П                | М                | И               | В               | Н               | П               | М               | И                 | В                 | Н                 | П                 | М                 |
| Австралия          |                  |                  |                  |                  |                  | 3               | 3               | 0               | 0               | 133:23          |                   |                   |                   |                   |                   |
| Австрия            |                  |                  |                  |                  |                  | 3               | 3               | 0               | 0               | 89:65           | 2                 | 2                 | 0                 | 0                 | 59:41             |
| Ангола             | 2                | 2                | 0                | 0                | 61:54            | 5               | 5               | 0               | 0               | 156:118         |                   |                   |                   |                   |                   |
| Аргентина          | 1                | 1                | 0                | 0                | 35:29            |                 |                 |                 |                 |                 |                   |                   |                   |                   |                   |
| Беларусь           |                  |                  |                  |                  |                  |                 |                 |                 |                 |                 | 1                 | 1                 | 0                 | 0                 | 29:25             |
| Бразилия           | 2                | 2                | 0                | 0                | 59:46            | 4               | 2               | 1               | 1               | 105:100         |                   |                   |                   |                   |                   |
| Великобритания     | 1                | 1                | 0                | 0                | 37:16            |                 |                 |                 |                 |                 |                   |                   |                   |                   |                   |
| Венгрия            | 2                | 2                | 0                | 0                | 55:44            | 6               | 3               | 1               | 2               | 168:172         | 7                 | 3                 | 2                 | 2                 | 196:183           |
| Германия           | 1                | 1                | 0                | 0                | 30:29            | 5               | 1               | 1               | 3               | 118:115         | 8                 | 4                 | 1                 | 3                 | 196:195           |
| Гренландия         |                  |                  |                  |                  |                  | 1               | 1               | 0               | 0               | 29:13           |                   |                   |                   |                   |                   |
| Дания              |                  |                  |                  |                  |                  | 8               | 5               | 1               | 2               | 209:195         | 8                 | 2                 | 1                 | 5                 | 207:212           |
| Исландия           |                  |                  |                  |                  |                  | 1               | 1               | 0               | 0               | 30:19           | 2                 | 2                 | 0                 | 0                 | 60:42             |
| Испания            |                  |                  |                  |                  |                  | 3               | 2               | 1               | 0               | 81:73           | 7                 | 2                 | 3                 | 2                 | 179:178           |
| Италия             |                  |                  |                  |                  |                  | 1               | 1               | 0               | 0               | 24:19           |                   |                   |                   |                   |                   |
| Казахстан          |                  |                  |                  |                  |                  | 2               | 2               | 0               | 0               | 76:38           |                   |                   |                   |                   |                   |
| Китай              |                  |                  |                  |                  |                  | 4               | 4               | 0               | 0               | 132:75          |                   |                   |                   |                   |                   |
| Кот-д’Ивуар        |                  |                  |                  |                  |                  | 1               | 1               | 0               | 0               | 28:20           |                   |                   |                   |                   |                   |
| Литва              |                  |                  |                  |                  |                  | 1               | 1               | 0               | 0               | 26:19           | 1                 | 1                 | 0                 | 0                 | 31:16             |
| Северная Македония |                  |                  |                  |                  |                  | 2               | 2               | 0               | 0               | 49:41           | 2                 | 1                 | 0                 | 1                 | 66:49             |
| Нидерланды         | 1                | 1                | 0                | 0                | 38:34            | 2               | 2               | 0               | 0               | 69:48           | 1                 | 1                 | 0                 | 0                 | 32:19             |
| Норвегия           | 2                | 1                | 0                | 1                | 65:71            | 8               | 6               | 0               | 2               | 196:186         | 7                 | 0                 | 1                 | 6                 | 147:170           |
| Польша             |                  |                  |                  |                  |                  | 3               | 1               | 0               | 2               | 65:62           | 2                 | 0                 | 0                 | 2                 | 47:54             |
| Пуэрто-Рико        |                  |                  |                  |                  |                  | 1               | 1               | 0               | 0               | 45:18           |                   |                   |                   |                   |                   |
| Республика Конго   |                  |                  |                  |                  |                  | 1               | 1               | 0               | 0               | 42:20           |                   |                   |                   |                   |                   |
| Республика Корея   | 3                | 1                | 1                | 1                | 82:78            | 9               | 7               | 0               | 2               | 263:240         |                   |                   |                   |                   |                   |
| Румыния            |                  |                  |                  |                  |                  | 4               | 4               | 0               | 0               | 117:98          | 7                 | 4                 | 1                 | 2                 | 169:144           |
| Сербия             |                  |                  |                  |                  |                  | 2               | 1               | 0               | 1               | 56:59           | 3                 | 3                 | 0                 | 0                 | 95:74             |
| Словакия           |                  |                  |                  |                  |                  |                 |                 |                 |                 |                 | 1                 | 1                 | 0                 | 0                 | 31:14             |
| Словения           |                  |                  |                  |                  |                  | 1               | 1               | 0               | 0               | 30:27           | 3                 | 1                 | 0                 | 2                 | 84:82             |
| Таиланд            |                  |                  |                  |                  |                  | 1               | 1               | 0               | 0               | 45:8            |                   |                   |                   |                   |                   |
| Тунис              |                  |                  |                  |                  |                  | 1               | 1               | 0               | 0               | 36:16           |                   |                   |                   |                   |                   |
| Украина            |                  |                  |                  |                  |                  | 2               | 2               | 0               | 0               | 50:38           | 4                 | 3                 | 0                 | 1                 | 122:107           |
| Уругвай            |                  |                  |                  |                  |                  | 2               | 2               | 0               | 0               | 81:31           |                   |                   |                   |                   |                   |
| Франция            | 3                | 3                | 0                | 0                | 80:75            | 6               | 3               | 0               | 3               | 152:136         | 5                 | 3                 | 0                 | 2                 | 116:119           |
| Хорватия           | 1                | 0                | 0                | 1                | 28:30            | 2               | 2               | 0               | 0               | 59:53           | 6                 | 5                 | 0                 | 1                 | 165:142           |
| Черногория         | 1                | 0                | 1                | 0                | 25:25            | 1               | 0               | 1               | 0               | 28:24           | 3                 | 1                 | 0                 | 2                 | 73:77             |
| Чехия              |                  |                  |                  |                  |                  | 2               | 2               | 0               | 0               | 58:40           | 3                 | 2                 | 0                 | 1                 | 72:62             |
| Швеция             | 2                | 2                | 0                | 0                | 64:58            | 1               | 1               | 0               | 0               | 25:19           | 4                 | 2                 | 1                 | 1                 | 111:101           |
| Япония             |                  |                  |                  |                  |                  | 3               | 3               | 0               | 0               | 94:75           |                   |                   |                   |                   |                   |
| Всего              | 22               | 17               | 2                | 3                | 659:589          | 102             | 79              | 5               | 18              | 2964:2303       | 87                | 44                | 10                | 33                | 2287:2106         |

## Рекорды
Статистика без учёта отборочных турниров чемпионатов мира и Европы.
| Показатель                                | Рекорд | Счёт матча | Соперник  | Турнир                | Стадия                |
| Самая крупная победа                      | +40    | 48:8       | Австралия | Чемпионат мира-2009   | первый групповой этап |
| Самое крупное поражение                   | -17    | 17:34      | Норвегия  | Чемпионат мира-2017   | четвертьфинал         |
| Самая высокая результативность в матче    | 48     | 48:8       | Австралия | Чемпионат мира-2009   | первый групповой этап |
| Самая низкая результативность в матче     | 17     | 17:19      | Чехия     | Чемпионат Европы-1994 | групповой этап        |
| Минимальное количество пропущенных мячей  | 7      | 40:7       | Австралия | Чемпионат мира-2007   | первый групповой этап |
| Максимальное количество пропущенных мячей | 39     | 30:39      | Швеция    | Чемпионат Европы-2018 | второй групповой этап |

## Текущий состав
Заявка сборной России (выступала как «команда ФГР» из-за санкций) на чемпионат мира 2021 года, который проходил с 1 по 19 декабря в Испании
| Номер         | Имя                      | Дата рождения | Рост, см | Вес, кг | Клуб         | Игровая рука | Звание  |
| Вратари       | Вратари                  | Вратари       | Вратари  | Вратари | Вратари      | Вратари      | Вратари |
| ------------- | ------------------------ | ------------- | -------- | ------- | ------------ | ------------ | ------- |
| 11            | Анастасия Лагина         | 11.08.1995    | 178      | 69      | Ростов-Дон   | Правая       | МС      |
| 99            | Полина Каплина           | 16.08.1999    | 180      | 73      | ЦСКА         | Правая       |         |
| Крайние       |                          |               |          |         |              |              |         |
| 3             | Полина Горшкова          | 22.11.1989    | 172      | 68      | ЦСКА         | Правая       | ЗМС     |
| 25            | Ольга Фомина             | 17.04.1989    | 175      | 69      | Лада         | Левая        | ЗМС     |
| 36            | Юлия Манагарова          | 27.09.1988    | 163      | 68      | Ростов-Дон   | Левая        | ЗМС     |
| 96            | Юлия Маркова             | 10.08.1996    | 170      | 65      | ЦСКА         | Правая       | МСМК    |
| Разыгрывающие |                          |               |          |         |              |              |         |
| 31            | Карина Сабирова          | 23.03.1998    | 178      | 76      | ЦСКА         | Правая       | МСМК    |
| 33            | Екатерина Ильина         | 07.03.1991    | 174      | 63      | ЦСКА         | Правая       | ЗМС     |
| 35            | Валерия Кирдяшева        | 28.11.2000    | 176      | 74      | Лада         | Правая       | МС      |
| 51            | Милана Таженова          | 06.03.1999    | 175      | 72      | Ростов-Дон   | Правая       | МС      |
| 77            | Ярослава Фролова         | 18.05.1997    | 178      | 72      | Ростов-Дон   | Правая       | МСМК    |
| Линейные      |                          |               |          |         |              |              |         |
| 55            | Ксения Закордонская      | 04.03.2003    | 174      | 70      | ЦСКА         | Правая       |         |
| 67            | Анастасия Илларионова    | 28.03.1999    | 180      | 70      | ЦСКА         | Правая       | МСМК    |
| Полусредние   |                          |               |          |         |              |              |         |
| 39            | Антонина Скоробогатченко | 14.02.1999    | 181      | 72      | ЦСКА         | Левая        | МС      |
| 76            | Екатерина Зеленкова      | 28.02.1999    | 182      | 73      | Ростов-Дон   | Левая        | МС      |
| 86            | Ольга Щербак             | 14.03.1998    | 177      | 68      | Лада         | Правая       | КМС     |
| 78            | Ирина Корнеева           | 07.06.1995    | 182      | 72      | Астраханочка | Правая       | МСМК    |
| 23            | Елена Михайличенко       | 14.09.2001    | 179      | 65      | ЦСКА         | Правая       | ЗМС     |
| 41            | Вероника Никитина        | 16.05.1992    | 175      | 65      | Лада         | Правая       | МСМК    |

| Должность       | Имя              | Гражданство | Дата рождения |
| --------------- | ---------------- | ----------- | ------------- |
| Главный тренер  | Людмила Бодниева | Россия      | 15.10.1978    |
| Тренер          | Томаш Главаты    | Словакия    | 31.12.1986    |
| Тренер вратарей | Михаил Измайлов  | Россия      | 12.09.1971    |

## Форма
| ОИ-2016 | ЧЕ-2018 |